# Пежей
Пежей (чечен. Пуожах) — покинутый аул в Галанчожском районе Чеченской Республики. Входит Терлоевское сельское поселение

## География
Расположен на правом берегу реки Аргун, к юго-востоку от районного центра Галанчож.
Ближайшие населённые пункты: на севере — Пеж-Басхой, на северо-западе — Хорци-Пада, Коричу и Ерстахой, на северо-востоке — Гезехой, на юго-востоке — Пэрой, на юго-западе — Хохичу и Шундыки.

## История
Аул Пежей был ликвидирован в 1944 году во время депортации чеченцев. После восстановления Чечено-Ингушской АССР чеченцам было запрещено заселять вновь свои исконные районы: Галанчожский, Шатойский и Итум-Калинский.